# Мальвіна Смажек
Мальвіна Смажек-Ґодек (уродж. Смажек; (пол. Malwina Smarzek-Godek; нар. 3 червня 1996, Ласьк) — польська волейболістка. Вона входить до складу національної збірної Польщі з волейболу.

## Біографія
Брала участь у Гран-прі світу з волейболу FIVB 2014 року. На клубному рівні грала за «Легіоновію СА» у 2014 році.

## Нагороди

### Клуби
- Польська волейбольна ліга 2016—2017: чемпіонка (з «KPS Chemik Police»)
- Польська волейбольна ліга 2017—2018: чемпіонка (з «KPS Chemik Police»)

### Індивідуальні
- Montreux Volley Masters 2019: «Найцінніший гравець»
- Montreux Volley Masters 2019: «Найкращий протилежний нападник»